# Frații Italiei
Frații Italiei (în italiană Fratelli d'Italia, acronim FdI) este un partid politic național-conservator și populist de dreapta din Italia condus de Giorgia Meloni, un membru al Camerei Deputaților și fost ministru al tineretului în Al patrulea guvern Belrusconi. Partidul a apărut dintr-o scindare a dreaptei din interiorul partidului lui Silvio Berlusconi, Poporul pentru Libertate (PdL), în decembrie 2012. Cea mai mare parte a conducerii sale (inclusiv Meloni), precum și simbolul mișcării (flacăra tricoloră), vine de la partidul partidul neofascist Alianța Națională (AN, 1995–2009), care a fuzionat cu PdL în 2009.
AN a fost succesorul partidului Mișcarea Social Italiană (MSI, 1945–1995), un partid fondat de foști memebrii al partidului interzis, Partidul Național Fascist (1921–1943), și al Partidului Republican Fascist (1943–1945). Principalele tendințe ideologice ale FdI sunt conservatorismul radical, naționalismul, nativismul și opoziția față de imigrație. La nivel european, FdI este membru al Partidului Conservatorilor și Reformiștilor Europeni, din care Meloni a ocupat funcția de președinte din septembrie 2020. Potrivit lui Meloni, FdI propune o „Europă confederală a națiunilor” spre deosebire de o Europă federală.

## Istorie

### Fundal și fondare
În noiembrie 2012, Ignazio La Russa și Maurizio Gasparri, lideri ai Dreapei Protagoniste, o facțiune din cadrul Poporul pentru Libertate (PdL), și-au anunțat sprijinul pentru Angelino Alfano la alegerile primare din cadrul partidului programate pentru decembrie. Anularea ulterioară a alegerilor primare nu a fost de acord cu La Russa și mulți alții din partid. Pe 16 decembrie 2012, Giorgia Meloni și Fabio Rampelli, Guido Crosetto și Giuseppe Cossiga au organizat la Roma Primarele ideilor, în care au criticat deschis conducerea lui Silvio Berlusconi și orice posibilă perspectivă a unei alianțe electorale cu prim-ministrul Mario Monti, propusă de unele facțiuni de conducere ale partidului, printre care Liberamente, Network Italia, Reformism and Freedom, Liberal Populars, New Italy și FareItalia.
Pe 17 decembrie 2012, La Russa, unul dintre cei trei coordonatori naționali a PdL, a anunțat că părăsește partidul pentru a forma Centrul-Dreapta Național, incluzând nu doar pe cei de dreapta, ci și creștin-democrați și liberali din Forza Italia (FI), precum Crosetto și Cossiga. Scindarea din cadrul PdL a fost convenită cu Berlusconi pentru a reprezenta mai bine dreapta italiană și a oferi o alegere mai atrăgătoare alegătorilor de dreapta. Simultan, Crosetto and Meloni au anunțat formarea partidului Frații Italiei, al cărui nume a fost preluat din prima linie a imnului național al Italiei. Pe 21 decembrie, două grupuri, format în special din foști membrii ai Alianței Naționale precum La Russa, Meloni, Rampelli, Massimo Corsaro, Viviana Beccalossi, și Alfredo Mantica, și-au unit forțele în cadrul partidului Frații Italiei – Centru-Dreapta Național, de obicei prescurtat ca Frații Italiei (FdI). Adepții lui La Russa și-au format curând propriile grupuri în majoritatea consiliilor regionale, începând cu Consiliul Regional al Lombardiei, și în Senatul Republicii. Carlo Fidanza și Marco Scurria, europarlamentari în cadrul Grupului Partidului Popular European, de asemenea s-au alăturat partidului.

### Alegerile generale din 2013 și urmări
La alegerile generale din 2013, partidul a obținut 2.0% din voturi și a câștigat 9 locuri în Camera Deputaților. Pe 5 martie 2013, biroul executiv al partidului a ales-o pe La Russa președinte, pe Crosetto coordonator, și pe Meloni lider în Camera Deputaților. În timpul celui de-al patrulea scrutin al alegerilor prezidențiale italiene din 19 aprilie, FdI a decis să-l sprijine pe Franco Marini, un membru al Partidului Democrat (PD), susținut și de PdL și Lega Nord (LN). În urma rezultatului nereușit al votului, FdI a început să voteze pentru colonelul Sergio De Caprio, cunoscut pentru că l-a arestat pe șeful mafiei siciliene Salvatore Riina. Pe 29 aprilie, Meloni a anunțat în Camera Deputaților o moțiune de cenzură împotriva guvernului lui Enrico Letta, susținut de PD, PdL și Alegerea Civică.
În septembrie 2013, FdI a lansat Workshop for Italy (OpI), o inițiativă politică care vizează lărgirea bazei partidului. Nou-formatul comitet politic al OpI, condus de Cossiga, a inclus, printre alții, fostul ministru al Afacerilor Externe Giulio Terzi di Sant'Agata, foști membri ai AN (în special Gianni Alemanno, Mario Landolfi, Sergio Berlato, Adolfo Urso și Souad Sbai) , foști membri ai FI (inclusiv foști socialiști precum Giulio Tremonti și Antonio Guidi și foști creștin-democrați precum Fabio Garagnani), foști membri ai Uniunii Centrului (Magdi Allam și Luciano Ciocchetti) și un fost membru al LN (Oreste Rossi). Prima l'Italia a lui Alemanno și FareItalia a lui Urso urmau să se alăture FdI până în februarie 2014.

### Fondarea Alianței Naționale

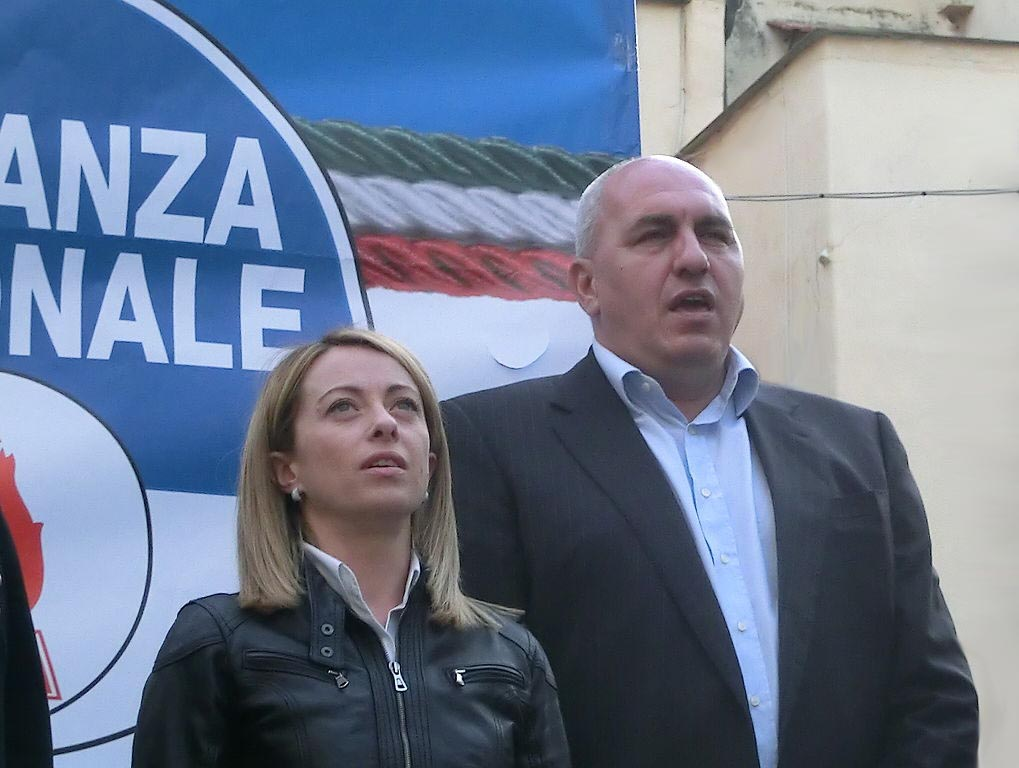
Giorgia Meloni și Guido Crosetto în 2014

În decembrie 2013, Fundația Alianța Națională, asociația însărcinată cu administrarea activelor partidului defunct, a autorizat FdI, susținută de Alemanno și Urso, să folosească sigla AN la alegerile pentru Parlamentul European din Italia din 2014, în ciuda opoziției din partea unui front alternativ compus din La Destra, Viitorul și Libertatea, Flacăra Tricoloră, Eu Sudul și Noua Alianță, precum și foștii membri ai AN care intraseră în FI ca senatori Maurizio Gasparri și Altero Matteoli.
În februarie 2014, partidul a organizat alegerile primare în care membrii și suporterii au fost de acord să schimbe numele partidului la Frații Italiei – Alianța Națională, au ales noul simbol, inclusiv un AN mic, și au reales-o pe Meloni în funcția de președinte. În timpul primului congres al partidului din martie 2014,, FdI a ratificat rezultatele alegerilor interne; congres a votat de asemenea ca partidul să părăsească Grupul Partidului Popular European din Parlamentul European și să adopte o poziție eurosceptică. La alegerile pentru Parlamentul European din Italia din 2014, FdI a obținut 3.7% din voturi și niciun loc în PE, în timp ce a obținut rezultate bune în centrul și sudul Italiei, în special în Lazio (5.6%), Umbria (5.4%), Abruzzo (4.7%), and Campania (4.5%), cât și în nord-est în regiunea Friuli-Venezia Giulia (4.4%).
În cadrul unei adunări a asociației din octombrie 2015, reprezentanții FdI, susținuți de foști grei ai AN care rămăseseră în PdL, au câștigat un vot decisiv asupra unui front condus de Alemanno, care părăsise FdI mai devreme, și-au unit forțele cu foștii aliați ai lui Gianfranco Fini și a vrut să formeze un partid mai mare, inclusiv FdI, care a păstrat utilizarea numelui și simbolului AN, în timp ce Alemanno a anunțat că va crea Mișcarea pentru Dreapta Unită.

### Drumul spre alegerile generale din 2018

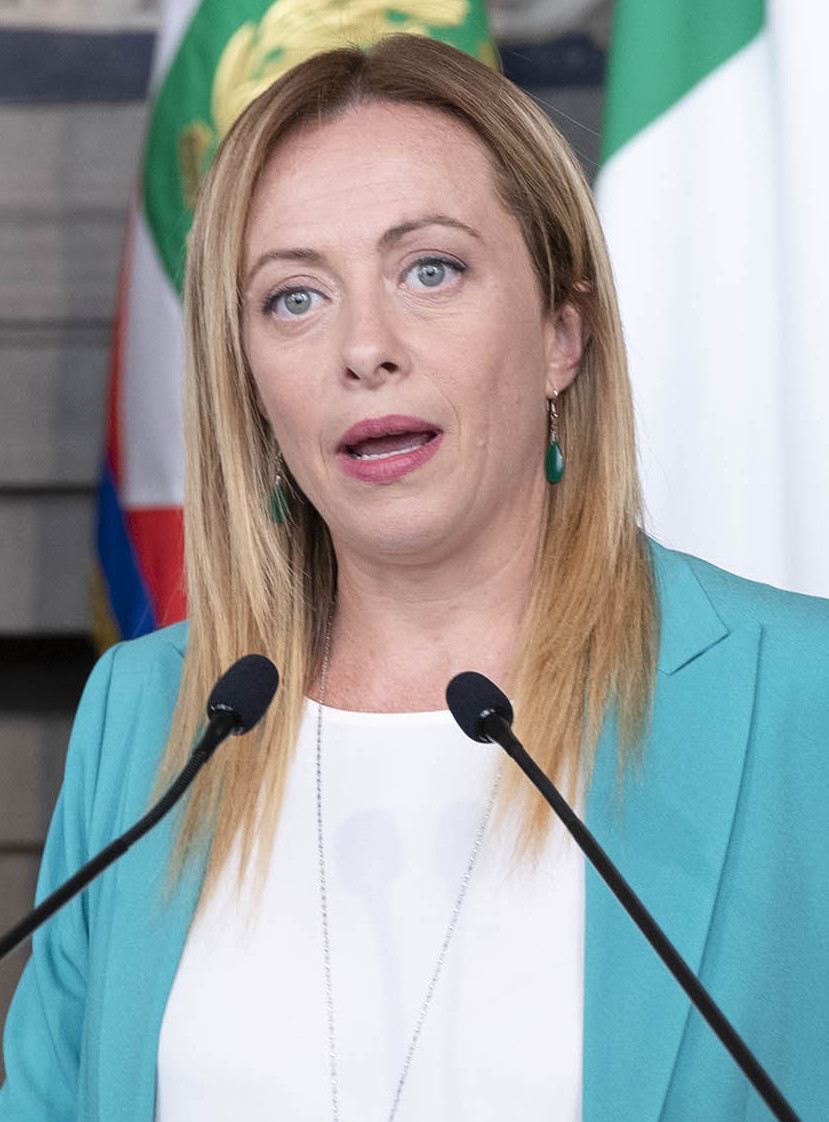
Meloni la Palatul Quirinal în 2019

În noiembrie 2015, s-a anunțat că partidul va trece printr-un nou proces de extindere și că un nou comitet politic, numit Patria Noastră (TN), would va fi lansat în ianuarie 2016. TN ar cuprinde FdI, alături de alți politicieni de dreapta, inclusiv Cossiga (fost adjunct al FI și membru fondator al FdI), Alberto Giorgetti (un deputat al FI, care a fost mult timp membru al AN) și Walter Rizzetto (deputat al Alternativei Libere, ales inițial pe listele Mișcării Cinci Stele). În martie 2016, Rizzetto s-a alăturat oficial FdI și s-a anunțat că gruparea partidului din Cameră va fi redenumită Frații Italiei–Patria Noastră. Schimbarea numelui nu a avut loc, dar extinderea partidului a continuat cu schimbarea a doi deputați din FI.
La alegerile municipale din Roma din 2016, Meloni a candidat la primăria orașului cu sprijinul partidului Noi cu Salvini dar în competiție cu candidatul sprijinit de FI. Meloni a câștigat 20.6% din voturi, aproape de două ori decât candidatul lui FI, dar nu s-a calificat pentru tur, în timp ce FdI a obținut 12,3%. La alegerile regionale din Sicilia din 2017, Nello Musumeci, un conservator apropiat partidului, a fost ales în funcția de președinte al Siciliei.
În timpul celui de al doilea congres al partidului din decembrie 2017, Meloni a fost realeasă în funcție, iar partidul a fost redenumit simplu Frații Italiei, și a fost dezvăluit un nou simbol. În cadrul evenimentului, FdI a salutat mai mulți nou-veniți, printre care Daniela Santanchè și Bruno Mancuso, respectiv din FI și Alternativa populară (AP). Mancuso a devenit al treilea senator al partidului după Stefano Bertacco, precum și Bartolomeo Amidei, a trecut de la FI în lunile precedente. În plus, Crosetto și Urso au revenit la un rol activ în partid. În cele din urmă, Alessandro Urzì și-a dus partidul L'Alto Adige nel Cuore în FdI.

### Alegerile generale din 2018 și urmări
La Alegerile generale din 2018, ca parte a coaliției de centru dreapta, FdI a obținut 4,4% din voturi și a câștigat de trei ori mai multe locuri decât în 2013. În noiembrie 2018, în perioada premergătoare alegerilor europarlamentare din 2019, partidul a fost de acord să se alăture grupului Conservatorilor și Reformiștilor Europeni (CRE) din Parlamentul European, deschizând calea unui pact cu alte partide conservatoare minore din Italia, în special cu Raffaele Fitto, Direcția Italia.
Membrul partidului Marco Marsilio a câștigat 48,0% din voturi la alegerile regionale din Abruzzo din 2019 și a devenit primul președinte regional al FdI pe 10 februarie 2019. Pentru alegerile europarlamentare din 2019, FdI a recrutat câțiva candidați de rang înalt, inclusiv cinci europarlamentari ieșiți (doi din Direcția Italia, plus trei membri recent plecați din FI: Fabrizio Bertot, Stefano Maullu și Elisabetta Gardini), alți foști membri importanți ai FI (Alfredo Antoniozzi și Monica Stefania Baldi), precum și renumitul sociolog Francesco Alberoni. FdI a obținut 6,4% din voturi (10,3% în Calabria, 9,0% în Lazio, 8,9% în Apulia și 8,4% în Basilicata) și cinci europarlamentari.
Pentru alegerile prezidențiale din 2022 de pe 24–29 ianuarie, FdI l-a votat pe Carlo Nordio atunci când toate celelalte partide principale au propus realegerea președintelui în exercițiu Sergio Mattarella. În aprilie 2022, partidul a organizat o mare convenție la Milano, pentru a discuta programul său politic și a începe campania pentru alegerile generale din 2023. Din cauza demisiei lui Mario Draghi pe 21 iulie 2022 pe fondul crizei guvernamentale din Italia, au fost programate alegeri anticipate care au avut loc în septembrie 2022.

## Ideologie și facțiuni
Comentatorii politici au descris FdI ca fiind neofascist, de dreapta, extremă dreapta, naționalist, conservator, și populist de dreapta, în principal datorită pozițiilor lor interne conservatoare din punct de vedere social, nativiste și anti-imigrație. Până în 2016, partidul a fost descris ca fiind eurosceptic, iar conducerea sa a declarat că vrea să "rediscute"  Tratatele Uniunii Europene și modificarea constituției Italiei pentru a acorda prioritate dreptului italian față de dreptul european. Până la începutul anilor 2020, euroscepticismul FdI a dispărut treptat. În iulie 2022, Meloni a abandonat ideea de a părăsi euro. Înainte de începerea invaziei ruse din Ucraina din 2022, partidul era în favoarea unor relații mai bune cu Rusia, menținând în același timp o poziție pro-NATO. De atunci, a condamnat invazia și a promis că va continua să trimită arme în Ucraina.
FdI solicită o politică de toleranță zero cu privire la imigrația ilegală și dorește să blocheze imigranții să ajungă în porturile italiene și să crească rata natalității a cetățenilor italieni pentru a ușura nevoia de muncă migrantă. Deși unii dintre membrii săi resping eticheta, FdI a fost descris ca fiind neofascist, în parte datorită istoriei partidului care datează de la Mișcarea Socială Italiană, legăturile sale cu extrema dreaptă, apelul pentru neofasciști pe rețelele de socializare precum Facebook , și nostalgia unor lideri ai partidului pentru fascismul italian.
FdI a inclus mai multe facțiuni interne organizate, inclusiv o facțiune minoră liberal-conservatoare, printre acestea:
- Prima l'Italia, PI, aripă național-conservatoare, condusă de Gianni Alemanno (până în 2015, mai târziu s-a alăturat Acțiunii Naționale)
- FareItalia, FI, aripă liberal-conservatoare, condusă de Adolfo Urso
- Io Amo l'Italia, IAI, aripă social-conservatoare, condusă de Magdi Allam
- Io Sud, IS, aripă național-conservatoare și centristă, condusă de Adriana Poli Bortone (până în 2015, mai târziu s-a alăturat Forza Italia)
- Mișcarea Națională pentru Suveranitate (Movimento Nazionale per la Sovranità, MNS), aripă național conservatoare, condusă de Gianni Alemanno
- Direcția Italia (Direzione Italia, DI), aripă liberal-conservatoare, condusă de Raffaele Fitto

Alemanno și Poli Bortone au părăsit FdI, împreună cu facțiunile lor, în decembrie 2014 și, respectiv, aprilie 2015. În decembrie 2019, Alemanno s-a întors prin MNS.

## Rezultate electorale
Un rezumat al rezultatelor electorale ale FdI la alegerile naționale și europene din 2013 este prezentat în graficul de mai jos.
|  | Graficele sunt indisponibile din cauza unor probleme tehnice. Mai multe informații se găsesc la Phabricator și la wiki-ul MediaWiki. |

### Parlamentul Italiei
| Anul alegerilor | Lider          | Camera Deputaților | Camera Deputaților | Camera Deputaților | Camera Deputaților | Senat         | Senat | Senat    | Senat |
| Anul alegerilor | Lider          | Voturi             | %                  | Locuri             | +/−                | Voturi        | %     | Locuri   | +/−   |
| --------------- | -------------- | ------------------ | ------------------ | ------------------ | ------------------ | ------------- | ----- | -------- | ----- |
| 2013            | Giorgia Meloni | 666,035 (8)        | 2.0                | 9 / 630            | –                  | 590,083 (7)   | 1.9   | 0 / 315  | –     |
| 2018            | Giorgia Meloni | 1,429,550 (5)      | 4.4                | 32 / 630           | ▲ 23               | 1,286,606 (5) | 4.3   | 18 / 315 | ▲ 18  |
| 2022            | Giorgia Meloni | 8,577,300 (1)      | 26.0               | 119 / 400          | ▲87                | 7,779,478 (1) | 26.0  | 65 / 200 | ▲47   |

### Parlamentul European
| Parlamentul European | Parlamentul European | Parlamentul European | Parlamentul European | Parlamentul European | Parlamentul European |
| Anul alegerilor      | Voturi               | %                    | Locuri               | +/−                  | Lider                |
| -------------------- | -------------------- | -------------------- | -------------------- | -------------------- | -------------------- |
| 2014                 | 1,004,037 (7)        | 3.7                  | 0 / 73               | –                    | Giorgia Meloni       |
| 2019                 | 1,726,189 (5)        | 6.4                  | 6 / 76               | ▲ 6                  | Giorgia Meloni       |